# Lagalla (Mondkrater)
Lagalla ist ein Einschlagkrater im Südwesten der Mondvorderseite, westlich des Kraters Tycho. Der sehr stark erodierte Krater wird in seinem nordöstlichen Teil von dem Krater Wilhelm überdeckt, im Südosten berührt der kaum auszumachende Kraterrand den ebenfalls sehr stark erodierten Rand von Montanari.
| Buchstabe | Position           | Durchmesser | Link |
| --------- | ------------------ | ----------- | ---- |
| F         | 44,62° S, 25,39° W | 29 km       |      |
| H         | 44,44° S, 27,2° W  | 6 km        |      |
| J         | 46,11° S, 25,18° W | 22 km       |      |
| K         | 43,65° S, 24,48° W | 10 km       |      |
| M         | 46,67° S, 25,91° W | 6 km        |      |
| N         | 44,97° S, 26,2° W  | 11 km       |      |
| P         | 45,19° S, 24,56° W | 10 km       |      |
| T         | 47,38° S, 26,74° W | 7 km        |      |
| V         | 46,92° S, 24,41° W | 5 km        |      |

Der Krater wurde 1935 von der IAU nach dem italienischen Philosophen Giulio Cesare Lagalla offiziell benannt.